# Pierre Tabanou
Pour les articles homonymes, voir Tabanou.
Pierre Tabanou, né le 14 décembre 1918 à Alès (Gard) et mort le 12 juin 1989 à L'Haÿ-les-Roses (Val-de-Marne), est un homme politique français.

## Biographie
Pierre Tabanou adhère à la SFIO en 1936 ou 1937 selon les sources. En 1957, il devient 4e adjoint du maire de L'Haÿ-les-Roses Jean-Marie Ducrot. Réélu conseiller municipal en 1959, il devient maire 6 ans plus lors en 1965.
En 1981, il est élu député dans la 2e circonscription du Val-de-Marne. Lors des élections législatives de 1986, il n'obtient pas de place éligible sur la liste socialiste dans le département. En 1988, il est réélu député et devient rapporteur de la loi sur la fonction publique régionale.
Pierre Tabanou meurt en cours de mandat le 12 juin 1989 des suites d'une crise cardiaque.

## Détail des fonctions et des mandats
Mandats locaux
- 1965 - 1971 : Maire de L'Haÿ-les-Roses
- 1971 - 1977 : Maire de L'Haÿ-les-Roses
- 1977 - 1983 : Maire de L'Haÿ-les-Roses
- 1983 - 1989 : Maire de L'Haÿ-les-Roses
- 1989 - 12 juin 1989 : Maire de L'Haÿ-les-Roses
- 1967 - 1982 : Conseiller général du canton de L'Haÿ-les-Roses
- 1976 - ? : Conseiller régional d'Île-de-France

Mandats parlementaires
- 21 juin 1981 - 1er avril 1986 : Député de la 2e circonscription du Val-de-Marne
- 12 juin 1988 - 12 juin 1989 : Député de la 12e circonscription du Val-de-Marne